# Wenchi Municipal District
Der Wenchi District ist ein Distrikt in Ghana. Er ist im Zentrum Ghanas in der Bono Region gelegen. Er grenzt an die Distrikte Tain und Sunyani Municipal in der Bono Region, an Kintampo South und Techiman Municipal in der Bono East Region sowie an den Distrikt Offinso in der Ashanti Region.
Der Wenchi District war bis 2003 der größte Distrikt der 2018 aufgelösten Brong-Ahafo Region. Der ehemalige Distrikt Wenchi war 4939 km² groß und umfasste 166.633 Einwohner im Jahr 2002. Er wurde erst per Präsidialdekret vom 12. November 2003 im Jahr 2004 durch Aufteilung in den kleineren neuen Distrikt Wenchi und den Distrikt Tain unterteilt. 

## Wahlkreise
Im Distrikt Wenchi ist ein gleichnamiger Wahlkreis eingerichtet worden. Hier errang Prof. George Yaw Gyan-Baffour für die Partei New Patriotic Party (NPP) bei den Parlamentswahlen 2004 den Sitz im ghanaischen Parlament. 

## Wichtige Ortschaften
| - Wenchi - Akrobi - Awoase - Trromeso - Amponsakrom - Nchiraa - Subinso No. 2 |